# ＃キューパレ〜Kyushu Night Parade〜
#キューパレ ～Kyushu Night Parade～（キューパレ キュウシュウ・ナイト・パレード）は2022年10月からRKB毎日放送（RKBラジオ）で放送されているプロ野球のシーズンオフの際に放送されるワイド番組である。

## 番組概要
2021年度まで放送されていた『アナウンサーの世界』に変わって放送を開始。この番組タイトルの由来はタレントや芸人、アナウンサーが独特の個性を発揮しながら九州の夜をパレードのように華やかに彩ることだという。正式にはこの共通レーベル名を用いながら日替わりで番組が展開される。
2023年3月24日をもってRKBラジオのナイターオフシーズンが終了することに伴い、木曜日に放送された『服部さやかのシュンすぎ』が金曜日の夜へ移動、その他の番組が終了することとなった。
2023年10月のナイターオフシーズンに再びレーベルが帯で再開される。

## パーソナリティと番組

### 2022年10月 - 2023年3月
基本放送時間：火曜〜木曜 19:00 - 21:00
- 火曜日 - 『そよかぜましおの今夜は増し増し』（そよかぜましお）
- 水曜日 - 『King Of Parade』（インクルージョン、とらんじっと、太宰）
- 木曜日 - 『服部さやかのシュンすぎ』（服部さやか）

### 2023年4月 - 2023年9月
基本放送時間：金曜 21:00 - 24:00（『RKBエキサイトホークス』延長時は終了後開始。21:50 - 21:55に『RKBニュース・RKB天気予報』を内包。22:52 - 23:00は『スポーツ伝説』で中断。）
- 服部さやかのシュンすぎ（服部さやか）

### 2023年10月 - 2024年3月
このクールからは放送時間が75分拡大し、『ネットワークトゥデイ』終了後の開始となる。また、金曜日に単独編成されていた『坂田周大のいいねちょうだい』は当レーベルに組み込まれるほか、『シュンすぎ』と含めた2部構成となる。
第1部　基本放送時間：火曜〜金曜 17：45 - 21：00
- 火曜日 - 『西村怜奈のトイズボックス』（西村怜奈）
- 水曜日 - 『とらんじっとのホークスイニング0(ゼロ)』（とらんじっと） - 『＃さえのわっふる ホークスイニング0』ならびに『よなおし堂 ホークスイニング0』の内容を集約したもの。なお、とらんじっとはKBCラジオの裏番組『LBレコード』（木曜日担当）との兼務となる。
- 木曜日 - 『そよかぜましおの今夜は増し増し』（そよかぜましお／上杉あずさ・坂井汐梨） - この番組のみ、ナイターイン編成の最終週の9月28日が福岡ソフトバンクホークスの移動日であったため、同日から他曜日より先行してスタートした。
- 金曜日 - 『坂田周大のいいねちょうだい』（坂田周大／HKT48） - 『アナウンサーの世界・月曜日』で放送開始。2022年度ナイターオフは単独番組として放送された後、2023年度ナイターオフからは当レーベルに内包。

第2部　基本放送時間：金曜 21：00 - 24：00（21：50 - 21：55に『RKBニュース・RKB天気予報』を内包。22：52 - 23：00は『スポーツ伝説』で中断。）
- 服部さやかのシュンすぎ（服部さやか）

### 2024年4月 - 2024年9月
第1部　放送時間：プロ野球中継予定のない平日不定期 17：48 - 21：00
- そよかぜましおの今夜は増し増し（そよかぜましお／上杉あずさ・坂井汐梨）

第2部　基本放送時間：金曜 21：00 - 24：00（『RKBエキサイトホークス』延長時は終了後開始。21：50 - 21：55に『RKBニュース・RKB天気予報』を内包。22：52 - 23：00は『スポーツ伝説』で中断。）
- 服部さやかのシュンすぎ（服部さやか）

### 2024年10月以降
第1部　基本放送時間：火曜〜金曜 17：45 - 21：00（プロ野球シーズン中に放送される場合は17：48 - 21：00）
- 火曜日 - 『坂田周大のいいねちょうだい』（坂田周大／HKT48） - 前年の金曜日から移動。
- 水曜日 - 『西村怜奈のトイズボックス』（西村怜奈） - 前年の火曜日から移動。
- 木曜日 - 『そよかぜましおの今夜は増し増し（そよかぜましお／上杉あずさ・坂井汐梨） - 前年から放送曜日変更なし。
- 金曜日 - 『とらんじっと（→むなかったん）のホークスイニング0(ゼロ)』（とらんじっと（期間中に「むなかったん」に改名）） - 前年の水曜日から移動。
  - プロ野球シーズン中は火曜日以外の各番組が、ソフトバンク戦のナイター開催の予定がない日（放送権のないヤクルト対ソフトバンク戦の日も含む）に放送される[2]。

第2部　基本放送時間：金曜 21：00 - 23：45（21：50 - 21：55に『RKBニュース・RKB天気予報』を内包。22：52 - 23：00は『スポーツ伝説』で中断。）
- 服部さやかのシュンすぎ（服部さやか） - 『まきの部屋』開始に伴い終了時間が15分繰り上がっている。